# Sân bay Narathiwat

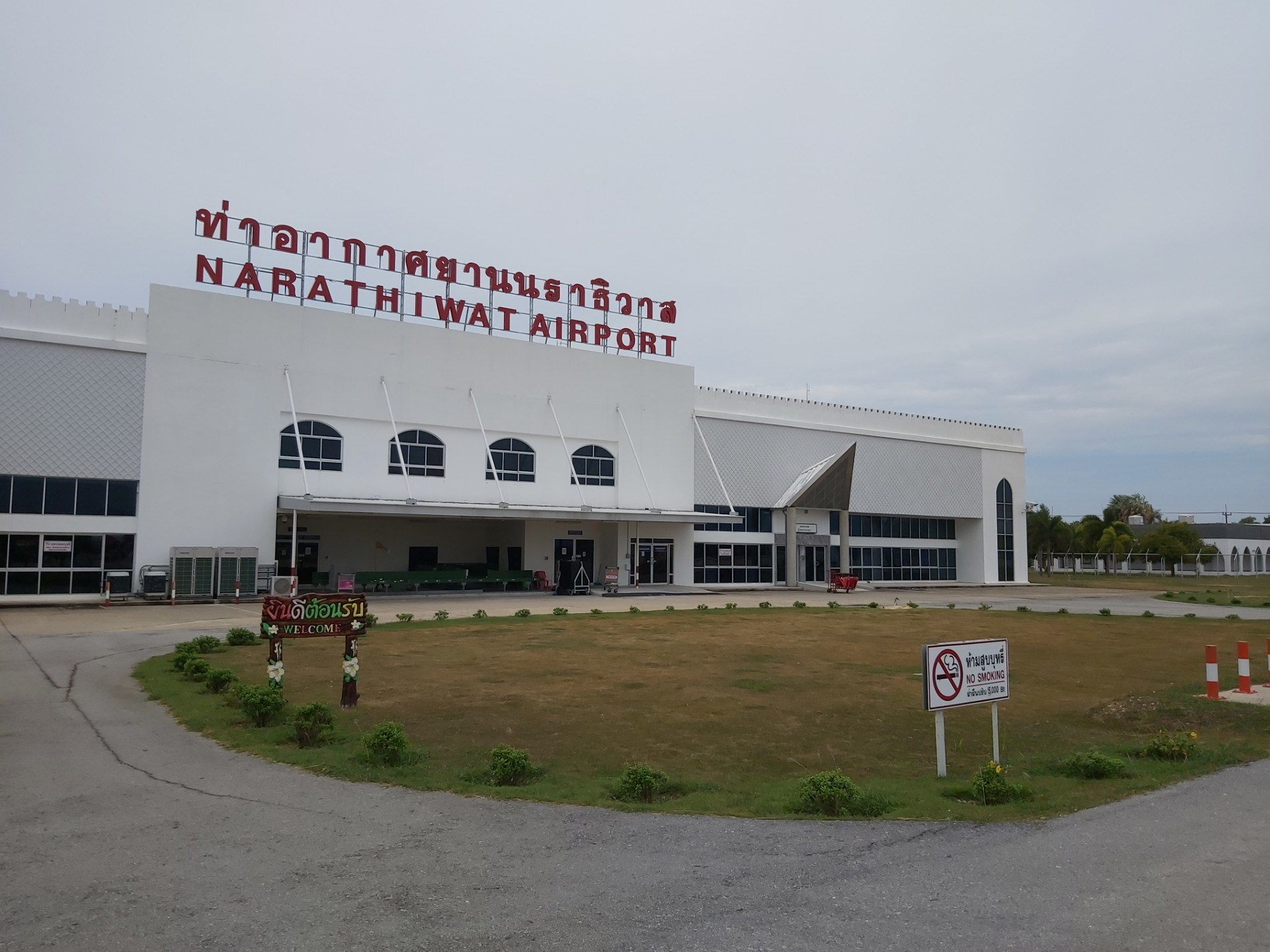
Sân bay Narathiwat tại Narathiwat, Thái Lan

Sân bay Narathiwat là một sân bay ở Narathiwat, Thái Lan (IATA: NAW, ICAO: VTSC).

## Các hãng hàng không và các điểm đến
- Air Asia (AK)
  - Thai Air Asia (FD) (Bangkok-Sân bay Quốc tế Suvarnabhumi Bangkok)